# Nippononeta masudai
Nippononeta masudai is een spinnensoort in de taxonomische indeling van de hangmatspinnen (Linyphiidae).
Het dier behoort tot het geslacht Nippononeta. De wetenschappelijke naam van de soort werd voor het eerst geldig gepubliceerd in 2001 door Hirotsugu Ono & Kendo Saito.